# Jaroslav Hulín
Jaroslav Hulín (8. února 1981, Třebíč) je český architekt.

## Biografie
Jaroslav Hulín se narodil v Třebíči, vystudoval gymnázium Třebíč a následně Fakultu architektury ČVUT a Technické univerzitě v Delftu. Posléze nastoupil na stáž k Renzovi Pianovi v Janově, Arup Advanced Geometry Unit a do studia Thomase Heatherwicka. Následně začal spolu s Jiřím Pavlíčkem působit ve vlastním architektonickém studiu, působí také jako pedagog na Fakultě architektury ČVUT, kde působí v ateliéru Petra Hájka a Jaroslava Hulína. Od dubna roku 2017 působí jako městský architekt města Třebíče.